# Geranium subargenteum
Geranium subargenteum là một loài thực vật có hoa trong họ Mỏ hạc. Loài này được Lange mô tả khoa học đầu tiên năm 1878.